# MacOS Ventura
MacOS Ventura (versie 13) is de negentiende editie van macOS, Apples client- en serverbesturingssysteem voor Macintosh-computers.
Ventura werd aangekondigd tijdens de Worldwide Developers Conference op 6 juni 2022 en kwam op 24 oktober 2022 beschikbaar als gratis download in de Mac App Store. Het is vernoemd naar Ventura, een stad in de Amerikaanse staat Californië.

## Nieuwe functies
De grootste veranderingen aan het besturingssysteem zijn onder meer:
- De introductie van Stage Manager, een functie voor het samenvoegen van meerdere apps en vensters aan de zijkant van het scherm
- Verbeterde functies binnen Spotlight, om onder meer te zoeken naar foto's op het internet, opdrachten uit te voeren en timers te starten
- De mogelijkheid om met Continuïteitscamera een iPhone als webcam te gebruiken
- Facetime-gesprekken vanaf of naar een Mac te verplaatsen
- Verbeterde zoekfuncties binnen de Mail-app
- Functies voor samenwerken aan documenten
- Ondersteuning binnen Safari voor gedeelde tabbladen en bladwijzers, en voor biometrische authenticatie, in plaats van wachtwoorden
- Verbeterde ondersteuning voor het gamen op een Mac
- Een nieuw ontwerp van Systeeminstellingen, dat in lijn is met iOS en iPadOS

## Systeemvereisten
De volgende modellen zijn compatibel met macOS Ventura:
- iMac (2017 en nieuwer)
- iMac Pro (2017)
- Mac mini (2018 en nieuwer)
- Mac Pro (2019 en nieuwer)
- Mac Studio (2022)
- MacBook (2017 en nieuwer)
- MacBook Air (2018 of nieuwer)
- MacBook Pro (2017 of nieuwer)

## Versiegeschiedenis
| Versie    | Build    | Datum             | Opmerkingen                                   |
| --------- | -------- | ----------------- | --------------------------------------------- |
| 13.0 beta | 22A5266r | 6 juni 2022       | bètaversie voor ontwikkelaars                 |
| 13.0      | 22A380   | 24 oktober 2022   | Eerste publieke versie.                       |
| 13.0.1    | 22A400   | 9 november 2022   | Opgeloste fouten.                             |
| 13.1      | 22C65    | 13 december 2022  | Nieuwe toegevoegde functies en verbeteringen. |
| 13.2      | 22D49    | 23 januari 2023   | Nieuwe toegevoegde functies en verbeteringen. |
| 13.3      | 22E252   | 27 maart 2023     | Nieuwe toegevoegde functies en verbeteringen. |
| 13.4      | 22F66    | 18 mei 2023       | Nieuwe toegevoegde functies en verbeteringen. |
| 13.5      | 22G74    | 24 juli 2023      | Nieuwe toegevoegde functies en verbeteringen. |
| 13.6      | 22G120   | 21 september 2023 | Beveiligingsupdates                           |
| 13.6.4    | 22G513   | 22 januari 2024   | Beveiligingsupdates                           |
| 13.7      | 22H123   | 16 september 2024 | Beveiligingsupdates                           |